# Kauno Kallio
Kauno Sankari Kallio (né le 31 juillet 1877 à Ruovesi – décédé le 29 juin 1966 à Helsinki) est un architecte finlandais.
Il est le frère de Oiva Kallio avec qui il a collaboré

## Carrière
Kauno Kallio est bachelier en 1896 et en 1900 il reçoit son diplôme d'architecte de Institut Polytechnique. Pendant ses études et après son diplôme il travaille pour le cabinet d'architecte de Gustaf Nyström et pour le cabinet Nyström-Petrelius-Penttilä. En 1903, il fonde avec Werner von Essen et Emanuel Ikäläinen le cabinet Essen-Kallio-Ikäläinen qui concevra plusieurs bâtiments d'Helsinki.
En 1913, Kauno Kallio fonde son propre cabinet dont le premier grand projet est le Théâtre de Tampere. Il participe à des projets d'architecte avec son frère Oiva Kallio. Ils réalisent entre-autres la façade de la centrale électrique d'Imatra, le siège de SOK à Helsinki. Entre 1920 et 1937, Kauno Kallio conçoit une dizaine de succursales de la banque Kansallis-Osake-Pankki. Kauno S. Kallio concevra de nombreuses églises parmi lesquelles les églises d'Alavus, de Jämsä, de Pohjaslahti, de Taivalkoski et de Kitinoja.

## Ouvrages principaux
- 1911, Bâtiment Globus du lycée de Kotka
- 1912, Théâtre de Tampere[2],
- 1913, Centre Hartman, Vaasa
- 1914, Église d'Alavus,
- 1925, Musée d'art de Kuopio[3] (agrandissement),
- 1928-1929, Église de Vihti (rénovation),
- 1929, Église de Jämsä [4],
- 1931, Église de Pohjaslahti (fi)[5],
- 1932, Église de Taivalkoski,
- 1952, Église de Kitinoja, Ylistaro.

## Galerie

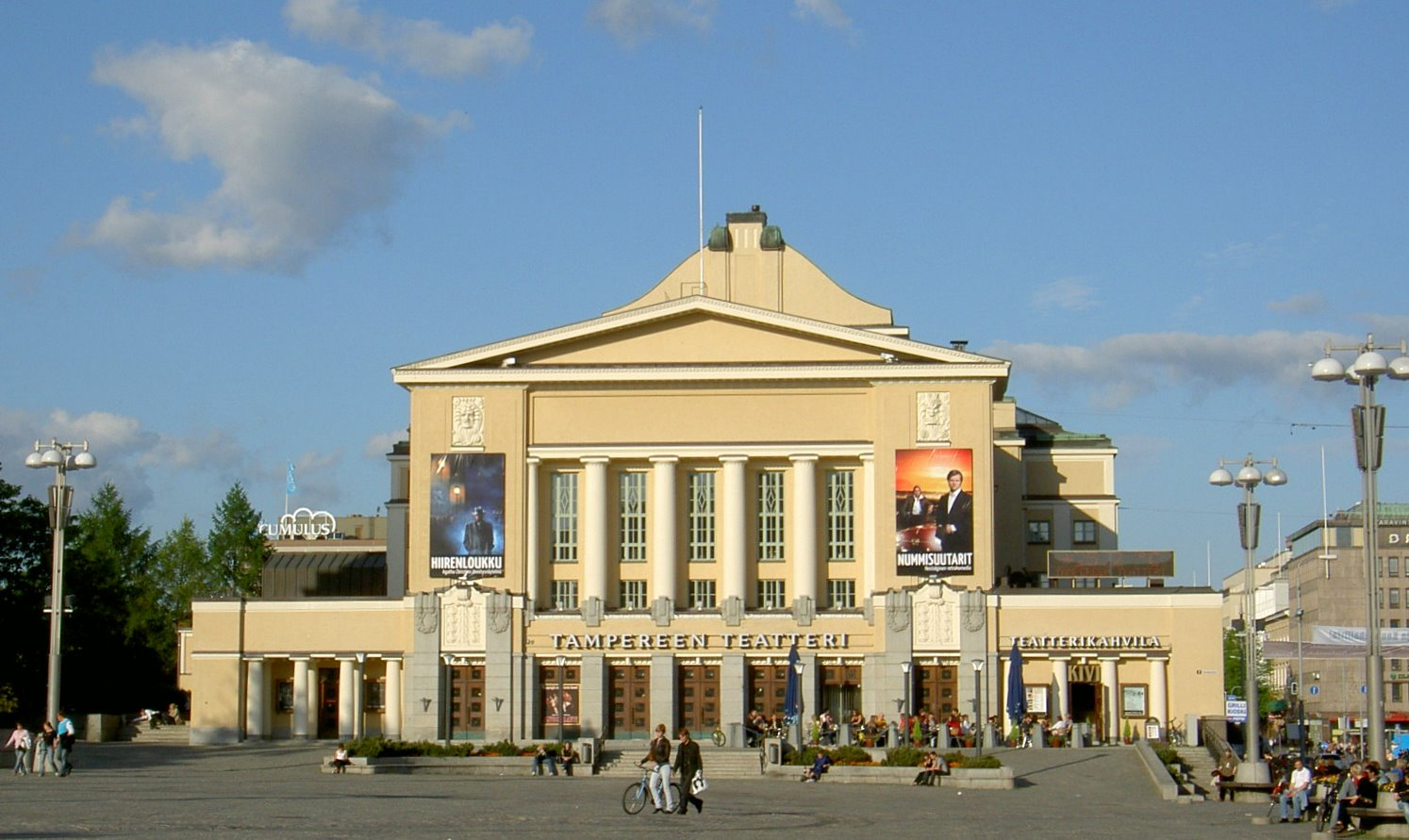
Le théâtre de Tampere.
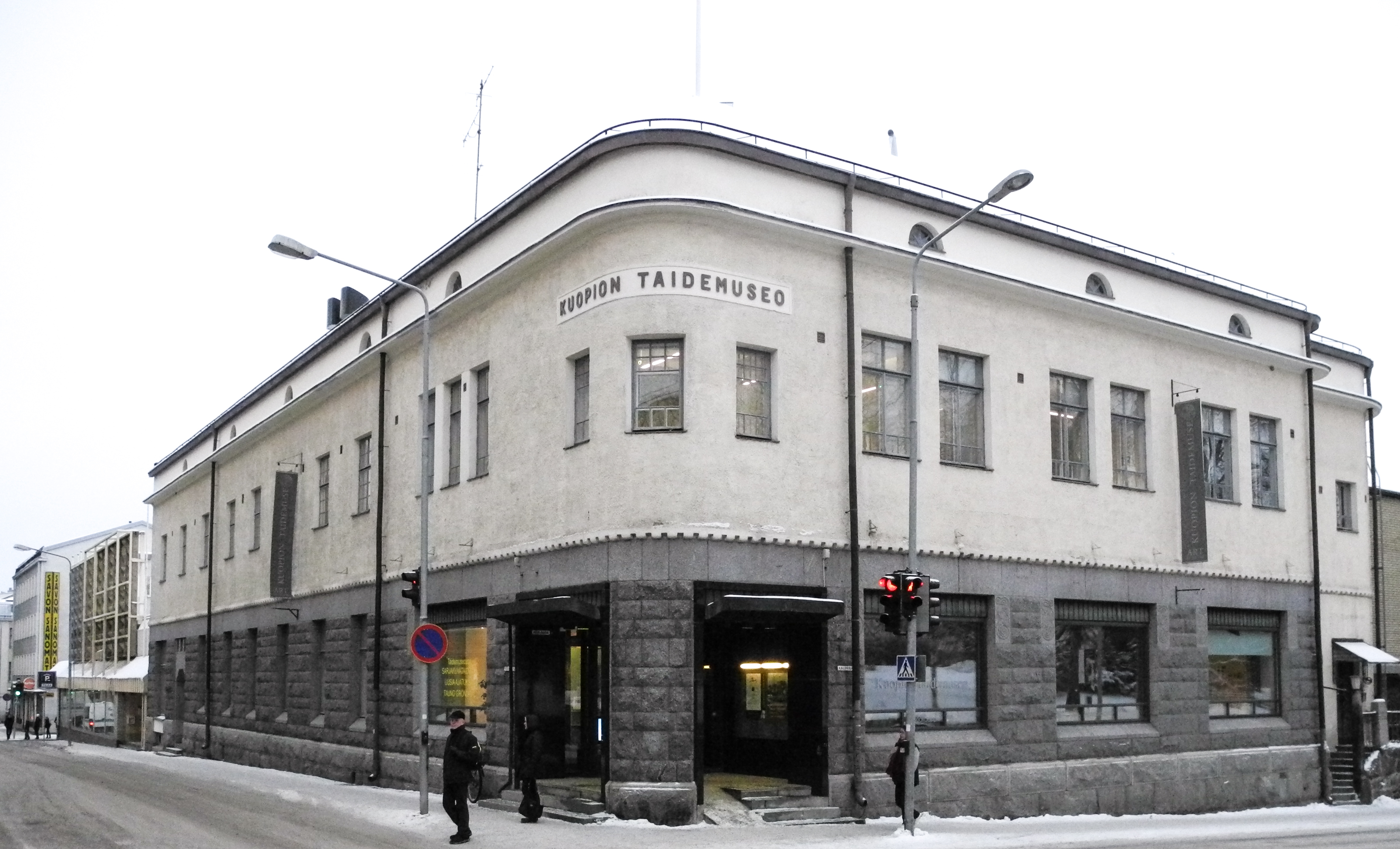
Le Musée d'art de Kuopio.
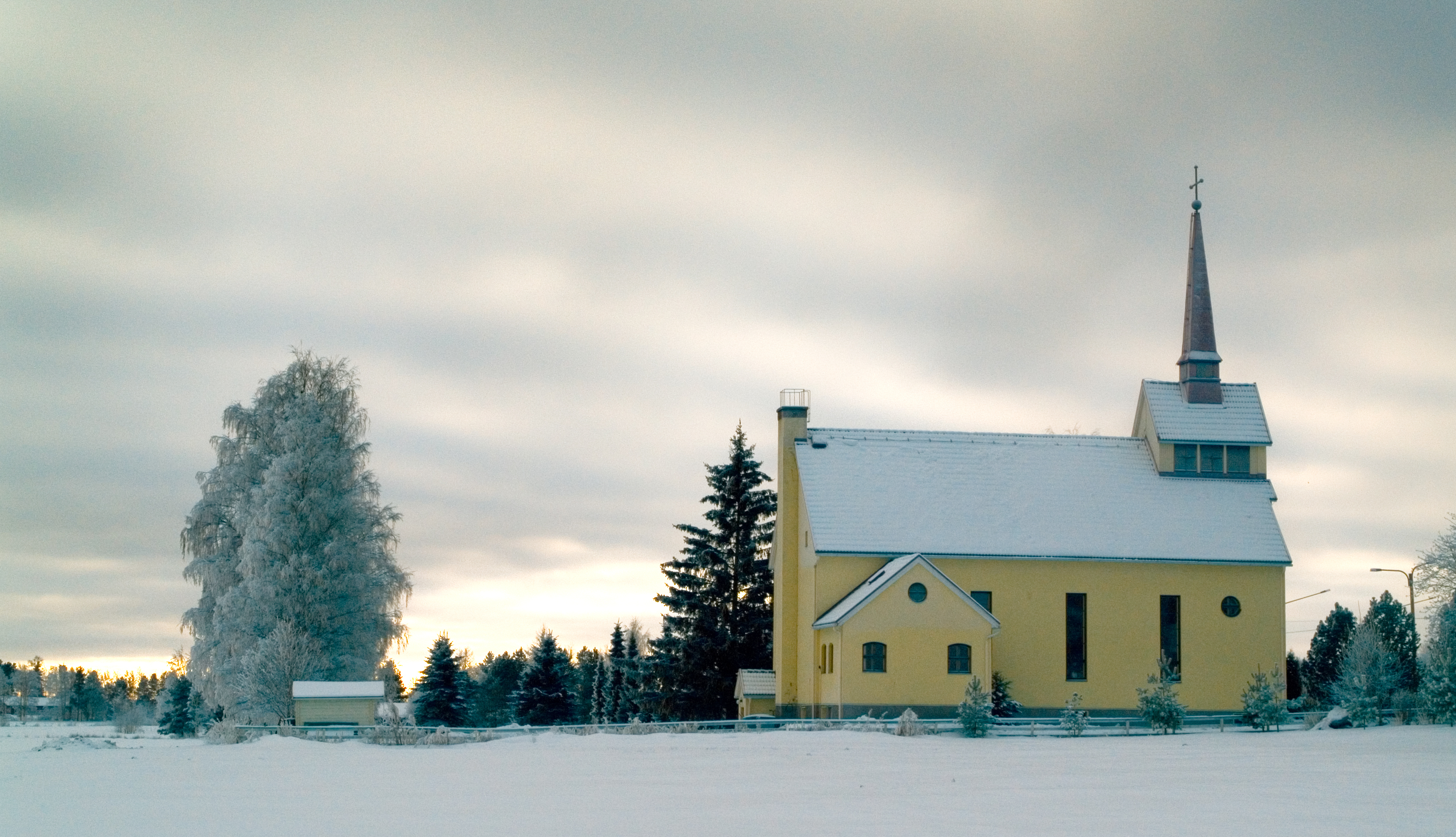
Église de Kitinoja.
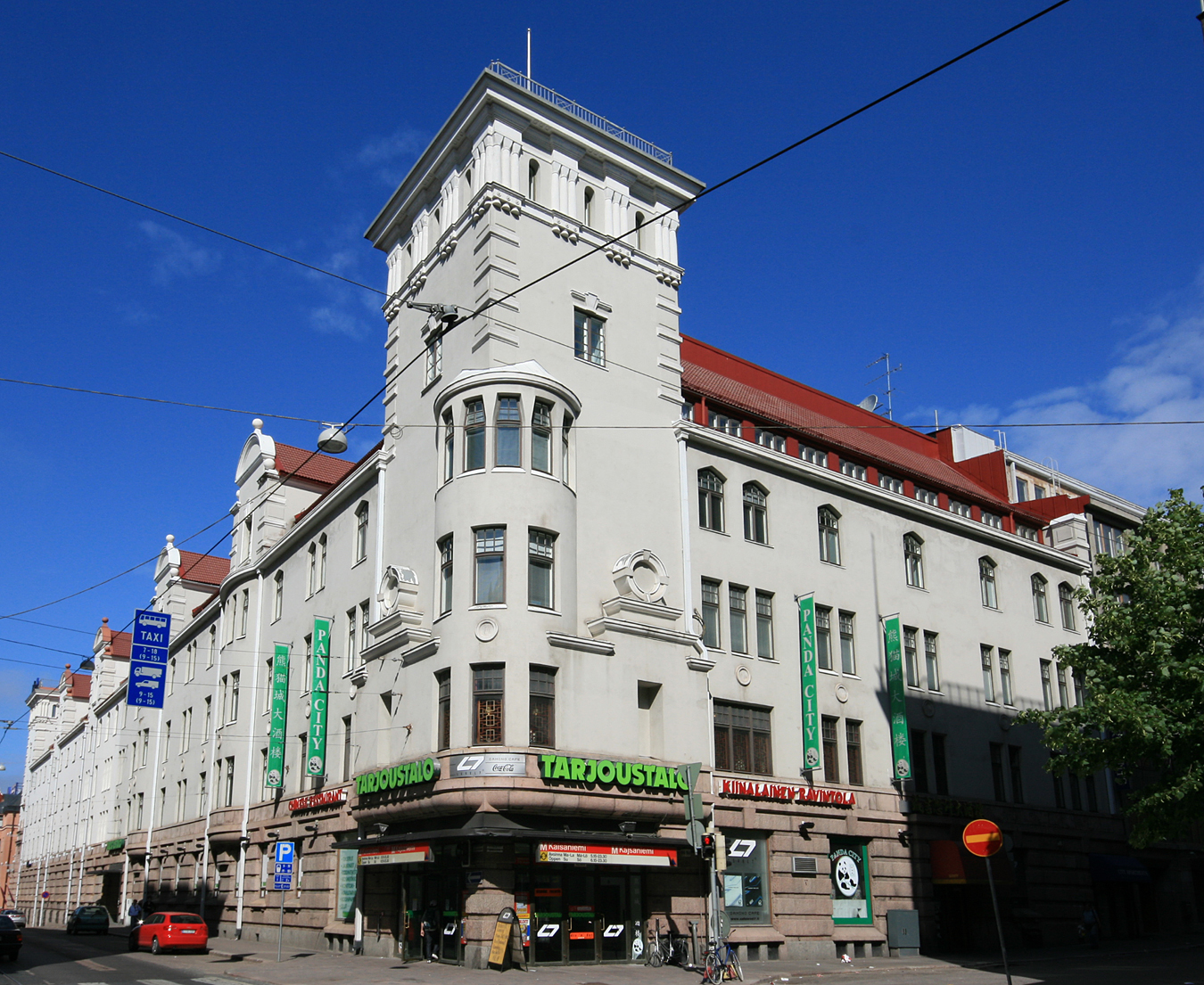
Siège social de SOK à Helsinki.
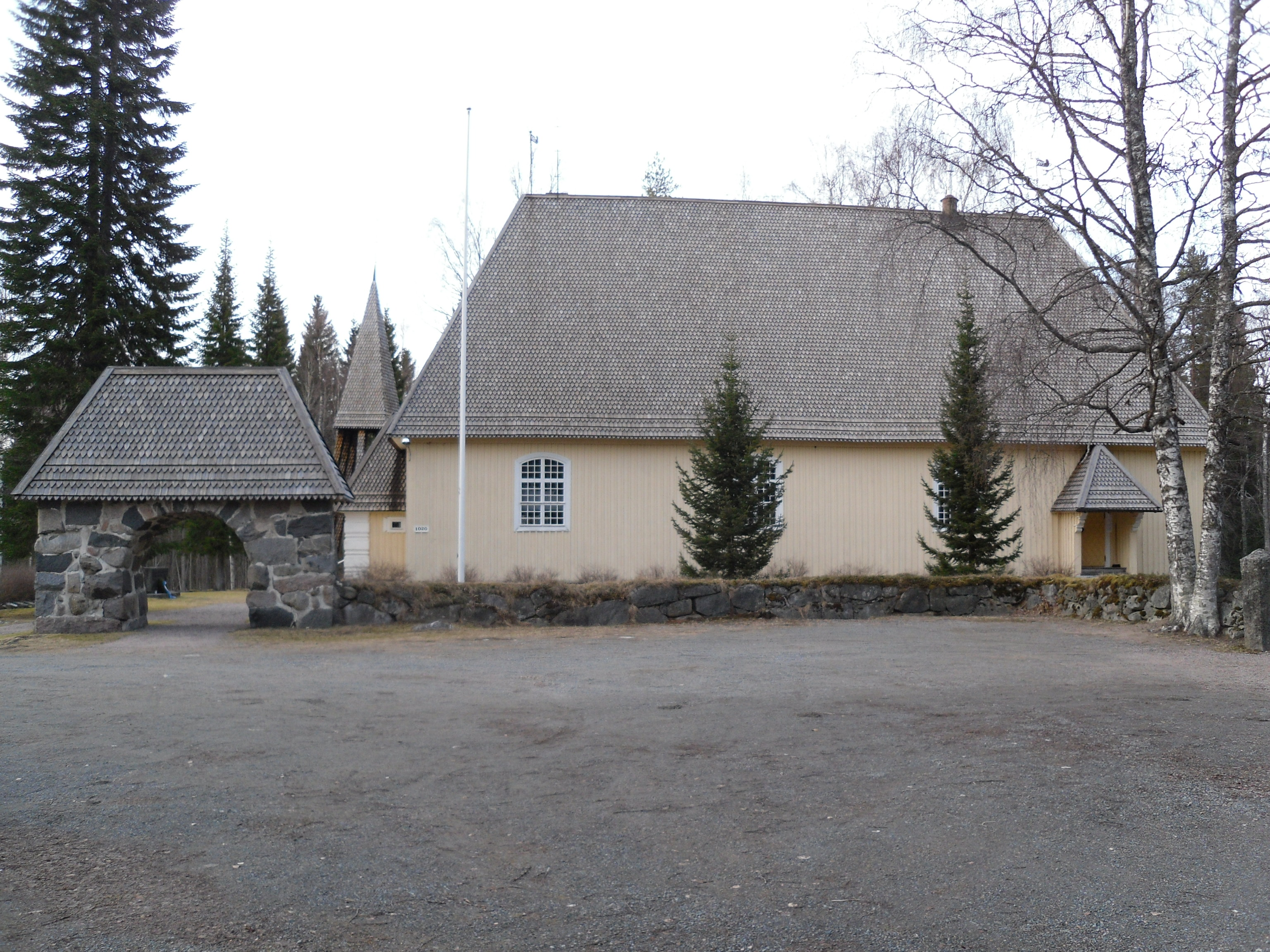
Église d'Aurejärvi.